# Aus dem Abseits
Aus dem Abseits ist ein deutscher Dokumentarfilm von Simon Brückner aus dem Jahr 2015. Darin porträtiert er seinen Vater, den Sozialpsychologen Peter Brückner, der in den 1970er Jahren zur Symbolfigur der Studentenbewegung wurde. Der Kinostart war am 3. Dezember 2015.

## Handlung
Peter Brückner wurde in Dresden geboren und lehrte später an der Hochschule in Hannover. In den 1970er Jahren machte er sich für die westdeutsche Studentenbewegung stark und wurde zur Leitfigur. Teilweise wurde ihm sogar nachgesagt, mit der RAF sympathisiert zu haben, wodurch er letztlich trotz Verbeamtung seine Anstellung an der Hochschule aufgeben musste.

## Kritik
Der Filmdienst urteilte, der Dokumentarfilm würde über „die historisch-biografische Rekapitulation hinaus […] die Einsicht“ vermitteln, dass sich „nicht alle Widersprüche auflösen lassen und eine Biografie stets aus mehreren ‚Leben‘“ bestehe.
Rüdiger Suchsland meinte, der Film sei eine „Gratwanderung“, zum Teil weil er „zwischen Intellektuellenportrait und Biografie balanciert, zwischen Zeitgeschichte und Lebensgeschichte“. „In seinen Mitteln“ sei der Film „virtuos und originell“.

## Auszeichnungen
Der Film gewann auf dem Dok-Filmfest in München 2015, wo der Film auch seine Premiere hatte, den Preis als beste deutsche Dokumentation.